# Open 13 2006 - Qualificazioni singolare
Le qualificazioni del singolare  dell'Open 13 2006 sono state un torneo di tennis preliminare per accedere alla fase finale della manifestazione. I vincitori dell'ultimo turno sono entrati di diritto nel tabellone principale. In caso di ritiro di uno o più giocatori aventi diritto a questi sono subentrati i lucky loser, ossia i giocatori che hanno perso nell'ultimo turno ma che avevano una classifica più alta rispetto agli altri partecipanti che avevano comunque perso nel turno finale.
Le qualificazioni del torneo Open 13 2006 prevedevano 32 partecipanti di cui 4 sono entrati nel tabellone principale.

## Teste di serie
1. Jan Hernych (secondo turno)
2. Thierry Ascione (primo turno)
3. Jérôme Haehnel (Qualificato)
4. Albert Costa (secondo turno)

1. Jean-Christophe Faurel (Qualificato)
2. Evgenij Korolëv (ultimo turno)
3. Édouard Roger-Vasselin (primo turno)
4. Mathieu Montcourt (secondo turno)

## Qualificati
1. Sébastien de Chaunac
2. Jean-Christophe Faurel

1. Jérôme Haehnel
2. Nicolas Thomann

## Tabellone

### Legenda
| - Q = Qualificato - WC = Wild card - LL = Lucky loser | - ALT = Alternate - SE = Special Exempt - PR = Protected Ranking | - w/o = Walkover - r = Ritirato - d = Squalificato |

### Sezione 1
|  | Primo turno          | Primo turno          | Primo turno          | Primo turno | Primo turno |  |  | Secondo turno | Secondo turno        | Secondo turno        | Secondo turno   | Secondo turno |   |    | Ultimo turno | Ultimo turno         | Ultimo turno | Ultimo turno | Ultimo turno |  |
|  |                      |                      |                      |             |             |  |  |               |                      |                      |                 |               |   |    |              |                      |              |              |              |  |
|  | 1                    | Jan Hernych          | 6                    | 3           | 6           |  |  |               |                      |                      |                 |               |   |    |              |                      |              |              |              |  |
|  |                      | Arnaud Di Pasquale   | 4                    | 6           | 1           |  |  | 1             | Jan Hernych          | Jan Hernych          | 4               | 4             |   |    |              |                      |              |              |              |  |
|  | Sébastien de Chaunac | Sébastien de Chaunac | Sébastien de Chaunac | 6           | 6           |  |  |               | Sébastien de Chaunac | Sébastien de Chaunac | 6               | 6             |   |    |              |                      |              |              |              |  |
|  | Julien Maes          | Julien Maes          | Julien Maes          | 1           | 4           |  |  |               |                      |                      |                 |               |   |    |              | Sébastien de Chaunac | 4            | 6            | 7            |  |
|  | Stéphane Bohli       | Stéphane Bohli       | Stéphane Bohli       | 6           | 7           |  |  |               |                      | 6                    | Evgenij Korolëv | 6             | 4 | 65 |              |                      |              |              |              |  |
|  | Arvind Parmar        | Arvind Parmar        | Arvind Parmar        | 3           | 64          |  |  |               | Stéphane Bohli       | Stéphane Bohli       | 4               | 4             |   |    |              |                      |              |              |              |  |
|  | 6                    | Evgenij Korolëv      | Evgenij Korolëv      | 6           | 7           |  |  | 6             | Evgenij Korolëv      | Evgenij Korolëv      | 6               | 6             |   |    |              |                      |              |              |              |  |
|  |                      | Hakim Rezgui         | Hakim Rezgui         | 1           | 6(1)        |  |  |               |                      |                      |                 |               |   |    |              |                      |              |              |              |  |

### Sezione 2
|  | Primo turno        | Primo turno            | Primo turno            | Primo turno | Primo turno |  |  | Secondo turno       | Secondo turno          | Secondo turno          | Secondo turno          | Secondo turno          |   |   | Ultimo turno | Ultimo turno | Ultimo turno | Ultimo turno | Ultimo turno |  |
|  |                    |                        |                        |             |             |  |  |                     |                        |                        |                        |                        |   |   |              |              |              |              |              |  |
|  |                    | Frederic Jeanclaude    | Frederic Jeanclaude    | 7           | 7           |  |  |                     |                        |                        |                        |                        |   |   |              |              |              |              |              |  |
|  | 2                  | Thierry Ascione        | Thierry Ascione        | 64          | 64          |  |  | Frederic Jeanclaude | Frederic Jeanclaude    | Frederic Jeanclaude    | 1                      | 5                      |   |   |              |              |              |              |              |  |
|  | David Guez         | David Guez             | David Guez             | 7           | 6           |  |  | David Guez          | David Guez             | David Guez             | 6                      | 7                      |   |   |              |              |              |              |              |  |
|  | Nicolas Renavand   | Nicolas Renavand       | Nicolas Renavand       | 68          | 1           |  |  |                     |                        |                        |                        |                        |   |   |              | David Guez   | David Guez   | 3            | 3            |  |
|  | Mikhail Ledovskikh | Mikhail Ledovskikh     | 6                      | 3           | 7           |  |  |                     |                        | 5                      | Jean-Christophe Faurel | Jean-Christophe Faurel | 6 | 6 |              |              |              |              |              |  |
|  | Andrej Stoljarov   | Andrej Stoljarov       | 4                      | 6           | 68          |  |  |                     | Mikhail Ledovskikh     | Mikhail Ledovskikh     | 3                      | 1                      |   |   |              |              |              |              |              |  |
|  | 5                  | Jean-Christophe Faurel | Jean-Christophe Faurel | 6           | 6           |  |  | 5                   | Jean-Christophe Faurel | Jean-Christophe Faurel | 6                      | 6                      |   |   |              |              |              |              |              |  |
|  |                    | Julien Jeanpierre      | Julien Jeanpierre      | 1           | 2           |  |  |                     |                        |                        |                        |                        |   |   |              |              |              |              |              |  |

### Sezione 3
|  | Primo turno         | Primo turno            | Primo turno            | Primo turno | Primo turno |  |  | Secondo turno   | Secondo turno   | Secondo turno  | Secondo turno   | Secondo turno   |   |   | Ultimo turno | Ultimo turno   | Ultimo turno   | Ultimo turno | Ultimo turno |  |
|  |                     |                        |                        |             |             |  |  |                 |                 |                |                 |                 |   |   |              |                |                |              |              |  |
|  | 3                   | Jérôme Haehnel         | Jérôme Haehnel         | 6           | 6           |  |  |                 |                 |                |                 |                 |   |   |              |                |                |              |              |  |
|  |                     | Benjamin Dracos        | Benjamin Dracos        | 2           | 2           |  |  | 3               | Jérôme Haehnel  | Jérôme Haehnel | 6               | 6               |   |   |              |                |                |              |              |  |
|  | Artem Sitak         | Artem Sitak            | Artem Sitak            | 6           | 6           |  |  |                 | Artem Sitak     | Artem Sitak    | 2               | 1               |   |   |              |                |                |              |              |  |
|  | Ivo Klec            | Ivo Klec               | Ivo Klec               | 3           | 1           |  |  |                 |                 |                |                 |                 |   |   | 3            | Jérôme Haehnel | Jérôme Haehnel | 6            | 7            |  |
|  | Stéphane Robert     | Stéphane Robert        | 6                      | 6           | 6           |  |  |                 |                 |                | Stéphane Robert | Stéphane Robert | 4 | 5 |              |                |                |              |              |  |
|  | Florent Scaccianoce | Florent Scaccianoce    | 7                      | 0           | 0           |  |  | Stéphane Robert | Stéphane Robert | 5              | 7               | 6               |   |   |              |                |                |              |              |  |
|  |                     | Dominik Meffert        | Dominik Meffert        | 7           | 6           |  |  | Dominik Meffert | Dominik Meffert | 7              | 5               | 4               |   |   |              |                |                |              |              |  |
|  | 7                   | Édouard Roger-Vasselin | Édouard Roger-Vasselin | 5           | 3           |  |  |                 |                 |                |                 |                 |   |   |              |                |                |              |              |  |

### Sezione 4
|  | Primo turno      | Primo turno       | Primo turno      | Primo turno | Primo turno |  |  | Secondo turno | Secondo turno     | Secondo turno   | Secondo turno   | Secondo turno |    |   | Ultimo turno     | Ultimo turno     | Ultimo turno | Ultimo turno | Ultimo turno |  |
|  |                  |                   |                  |             |             |  |  |               |                   |                 |                 |               |    |   |                  |                  |              |              |              |  |
|  | 4                | Albert Costa      | Albert Costa     | 6           | 6           |  |  |               |                   |                 |                 |               |    |   |                  |                  |              |              |              |  |
|  |                  | Malek Jaziri      | Malek Jaziri     | 3           | 4           |  |  | 4             | Albert Costa      | 1               | 6               | 3             |    |   |                  |                  |              |              |              |  |
|  | Jonathan Hilaire | Jonathan Hilaire  | Jonathan Hilaire | 6           | 6           |  |  |               | Jonathan Hilaire  | 6               | 0               | 6             |    |   |                  |                  |              |              |              |  |
|  | Trystan Meniane  | Trystan Meniane   | Trystan Meniane  | 4           | 3           |  |  |               |                   |                 |                 |               |    |   | Jonathan Hilaire | Jonathan Hilaire | 1            | 7            | 4            |  |
|  | Nicolas Thomann  | Nicolas Thomann   | Nicolas Thomann  | 6           | 6           |  |  |               |                   | Nicolas Thomann | Nicolas Thomann | 6             | 65 | 6 |                  |                  |              |              |              |  |
|  | Galo Blanco      | Galo Blanco       | Galo Blanco      | 2           | 3           |  |  |               | Nicolas Thomann   | 6               | 4               | 6             |    |   |                  |                  |              |              |              |  |
|  | 8                | Mathieu Montcourt | 4                | 6           | 6           |  |  | 8             | Mathieu Montcourt | 4               | 6               | 4             |    |   |                  |                  |              |              |              |  |
|  |                  | Jérémy Chardy     | 6                | 3           | 4           |  |  |               |                   |                 |                 |               |    |   |                  |                  |              |              |              |  |